# Мохоньково
Мохоньково — деревня в Даниловском муниципальном районе Ярославской области. Входит в состав Середского сельского поселения.

## География
Деревня находится у берега реки Касть.

### Часовой пояс
Деревня Мохоньково, как и вся Ярославская область, находится в часовой зоне МСК (московское время). Смещение применяемого времени относительно UTC составляет +3:00.

## Население
| 2007 | 2010 |
| ---- | ---- |
| 23   | ↘18  |

## Известные уроженцы
- Медведев, Вадим Андреевич (1929—2025) — советский государственный и партийный деятель, учёный-экономист. Доктор экономических наук.